# Hilda Cameron
Hilda Cameron   (Toronto, 14 d'agost de 1912 - Toronto, 24 d'abril de 2001) va ser una atleta canadenca, especialista en curses de velocitat, que va competir durant la dècada de 1930.
El 1936 va prendre part en els Jocs Olímpics de Berlín, on va disputar dues proves del programa d'atletisme. Va guanyar la medalla de bronze en la prova del 4x100 metres, formant equip amb Dorothy Brookshaw, Jeanette Dolson i Aileen Meagher, mentre en els 100 metres quedà eliminada en sèries.
En el seu palmarès també destaca el campionat nacional dels 60 metres de 1935.

## Millors marques
- 100 metres. 12,3" (1936)
- 200 metres. 25,6" (1934)[2]